# Anna Nowak (muzykolog)
Anna Nowak (ur. 23 marca 1953 w Bydgoszczy) – polska naukowiec, dr hab. prof.

## Życiorys
W 1977 ukończyła studia na Wydziale Kompozycji i Teorii Muzyki Państwowej Wyższej Szkole Muzycznej w Gdańsku, a w 1981 Studium Doktoranckie przy Akademii Muzycznej im. F. Chopina w Warszawie, w 1987 obroniła pracę doktorską Liryka wokalna Witolda Friemanna. Romantyk w czasie nieromantycznym, następnie uzyskała stopień doktora habilitowanego. Otrzymała nominację profesorską.
Została zatrudniona na stanowisku kierownika naukowego Międzynarodowych Sympozjów „Dzieło muzyczne i jego konteksty historyczno-kulturowe, a także Międzynarodowych Konferencji „Interpretatio artis musicae.
Jest dziekanem na Wydziale Kompozycji, Teorii Muzyki i Reżyserii Dźwięku.

## Odznaczenia
- 2014: Brązowy Medal „Zasłużony Kulturze Gloria Artis”[2]